# 聖何塞德瓜尼帕
聖何塞德瓜尼帕（西班牙語：San José de Guanipa），是委內瑞拉的城鎮，位於該國東北部安索阿特吉州，是聖何塞德瓜尼帕市的首府，始建於1910年11月14日，海拔高度8米，人口76,398，人口密度為每平方公里97人。
8°53′N 64°9′W / 8.883°N 64.150°W